# Nippon Connection (Filmfestival)
Nippon Connection ist das größte Festival für japanische Filme außerhalb Japans. Seit dem Jahr 2000 findet es jährlich im Frühsommer in Frankfurt am Main statt und erstreckt sich über sechs Tage. Organisiert und durchgeführt wird das Festival überwiegend ehrenamtlich von einem gemeinnützigen Verein. Mit rund 20.000 Besuchern im Jahr 2025 ist es das zuschauerstärkste Filmfestival in Hessen. Ergänzend zum Filmprogramm bietet Nippon Connection ein vielseitiges Rahmenprogramm mit Workshops, Konzerten, Vorträgen, Performances und Verkaufsständen.

## Spielorte
Bis zum Jahr 2012 war das Festivalzentrum im Studierendenhaus der Universität Frankfurt am Main. Seit dem 13. Nippon Connection Filmfestival im Jahr 2013 sind die Hauptveranstaltungsorte das Künstler*innenhaus Mousonturm und das Theater Willy Praml in der Naxoshalle. Weitere Spielorte sind das Kino im DFF – Deutsches Filminstitut & Filmmuseum, das Eldorado Arthouse Kino, das Mal Seh’n Kino und das Internationale Theater Frankfurt.

## Programm
Beim Nippon Connection Festival werden jedes Jahr über 100 Kurz- und Langfilme gezeigt, größtenteils als Deutschland-, Europa-, internationale oder Weltpremiere.
Die präsentierten Filme laufen in verschiedenen Sektionen und umfassen neben thematischen Retrospektiven und zeitgenössischen Filmen eine große thematische Bandbreite an aktuellen Spielfilm- und Dokumentarfilmproduktionen. Das Filmprogramm ist in 5 Sektionen unterteilt: Nippon Cinema, Nippon Animation, Nippon Visions und Nippon Retro. 2018 wurde das Programm mit Nippon Docs um eine Dokumentarfilmreihe erweitert. Viele japanische Filmemacher stellen ihre Filme beim Festival persönlich vor und nehmen an Podiumsdiskussionen teil (2024 waren über 150 japanische und internationale Filmschaffende und Künstler zu Gast).
Seit 2005 wird der Publikumspreis Nippon Cinema Award für den besten Film in der Sektion Nippon Cinema vergeben, seit 2010 der Jurypreis Nippon Visions Jury Award und seit 2014 der Zuschauerpreis Nippon Visions Audience Award. Seit 2015 wird der Nippon Honor Award an Persönlichkeiten verliehen, die sich in besonderer Weise um den japanischen Film verdient gemacht haben. Seit 2019 wird der Publikumspreis Nippon Docs Award verliehen. 2023 wurde erstmals der Nippon Rising Star Award an herausragende Nachwuchstalente des japanischen Kinos verliehen. Seit 2024 gibt es mit dem Nippon Storytelling Award einen Preis für das beste Drehbuch.
Weiterhin werden unter dem Namen Nippon Culture Vorträge, Vorführungen und Workshops zu Themen der japanischen Kultur angeboten. Dazu zählten in der Vergangenheit unter anderem Teezeremonie, Trommelworkshops, japanische Kalligraphie, Tanzvorführungen, Kampfsportpräsentationen, Whisky-Tastings, Manga-Zeichen-Workshops, Kochkurse, Vorträge eines Filmgeräuschemachers und vieles mehr. Abends finden oft Livekonzerte statt. Seit 2012 wird außerdem mit Nippon Kids ein eigenes Programm für Kinder angeboten (Workshops und japanische Kinderfilme).
Teile der Programmsektion Nippon Visions, einer Sektion für Independentproduktionen, gingen bis 2010 als Nippon Connection Film Festival on Tour auf die Reise durch verschiedene Städte weltweit (u. a. New York, Barcelona, Berlin). Ausgewählte Filme der Online-Festivals 2020 und 2021 wurden als Nippon Connection On Demand: Replay! (im März 2021) und Nippon Connection On Demand 2021: Replay! (im November 2021) online wiederholt.

## Geschichte
Die Anfänge des japanischen Filmfestivals Nippon Connection gehen auf das Jahr 1999 zurück. Die beiden Filmwissenschaftsstudierenden Marion Klomfaß und Holger Ziegler hatten die Idee, an der Universität Frankfurt am Main einige japanische Filme zu zeigen. Bereits beim ersten Festival im Jahr 2000 gab es das Grundkonzept, nicht nur Filme zu zeigen, sondern diese auch in ein umfangreiches Rahmenprogramm einzubetten, um die Besucher in unbekannte Filme in japanischer Sprache mit englischen Untertiteln zu locken. Die Erwartungen, die von den Organisatoren an das erste Festival gerichtet waren, wurden um ein Vielfaches übertroffen: 10.000 Besucher anstelle der erwarteten 1.500.
Wegen der großen Nachfrage beschloss das Organisationsteam, das Festival weiterzuführen. Es sollte nun im jährlichen Turnus stattfinden. Nach einer einjährigen Pause und der Gründung des gemeinnützigen Vereins Nippon Connection e. V. fand 2002 das zweite Nippon Connection Festival statt. Die Grundidee wurde immer weiter ausgebaut: 2002 wurde eine eigene Filmschiene für Digital-Produktionen eingerichtet (Nippon Digital) und in Zusammenarbeit mit dem Künstlerhaus Mousonturm eine Ausstellung organisiert. Außerdem wurde der Nippon Connection Newcomer Award an den besten Nachwuchsfilm verliehen.
Beim Nippon Connection Festival 2003 wurde zum ersten Mal in Zusammenarbeit mit dem Kino im Deutschen Filmmuseum eine Retrospektive gezeigt (Nippon Retro) und Veranstaltungen in Kooperation mit dem Literaturhaus Frankfurt organisiert. 2004 gingen Teile des Programms auf internationale Tour nach unter anderem Leipzig, Barcelona oder Toronto. Zudem wurden die Festivalorganisatoren vom japanischen Kulturministerium (Bunkacho) z. B. nach Tokio eingeladen, um an einem Symposium zur Wirkung des japanischen Films im Ausland teilzunehmen. 2005 wurde das Tourprogramm weiter ausgebaut und zum ersten Mal der Nippon Cinema Award verliehen. 2007 fand im Rahmen von Nippon Connection erstmals in Europa die Kinema Club Konferenz statt, die wichtigste akademische Veranstaltung zu Film und bewegten Bildmedien aus Japan.
Beim zehnjährigen Jubiläum 2010 hat eine Fachjury erstmals den Nippon Digital Award vergeben, der vor allem Nachwuchstalente unterstützen soll. Der Preisträger erhält eine kostenlose Untertitelung für seinen nächsten Film. 2011 wurde der Preis in Nippon Visions Award umbenannt. 2012 wurde erstmals das Kinderprogramm Nippon Kids angeboten. 2013 wurde Festivalleiterin Marion Klomfaß in Anerkennung ihres herausragenden Beitrags zur Förderung des japanisch-deutschen Austauschs eine Verdienstauszeichnung des japanischen Außenministers verliehen (Gaimu Daijin Hyosho). 2014 wurde der Jurypreis Nippon Visions Award in Nippon Visions Jury Award umbenannt und zum ersten Mal der Zuschauerpreis Nippon Visions Audience Award verliehen. Von 2012 bis 2014 wurde der VGF Nippon in Motion Award für den besten 12-Sekunden-Spot verliehen. Beim Festival 2015 wurde zum ersten Mal der Ehrenpreis Nippon Honor Award verliehen.
Seit 2018 gibt es mit Nippon Docs eine eigene Sektion für Dokumentarfilme.
2019 wurde zum ersten Mal der Publikumspreis Nippon Docs Award verliehen.
2020 fand das Festival bedingt durch die Einschränkungen der COVID-19-Pandemien ausschließlich online statt. Durch Publikumsabstimmung wurde 2020 der Nippon Online Award vergeben. Im Februar 2020 erhielt der Verein Nippon Connection e. V. für sein ehrenamtliches Engagement den JaDe-Preis. 2021 fand das Festival erneut online statt. Die Retrospektive wurde im August und November 2021 im Kino des DFF – Deutsches Filminstitut & Filmmuseum nachgeholt. Im Rahmen des Programms Nippon Connection On Demand: Replay! wurden im März und November 2021 Festivalfilme erneut online gezeigt. 2022 wurde das Festival wieder vor Ort in Frankfurt am Main veranstaltet. Direkt im Anschluss an das Präsenzfestival wurde ein Teil des Programms im Rahmen von Nippon Connection On Demand online gezeigt. Im Dezember 2022 wurden einige Filme des Festivals noch einmal im Rahmen von Nippon Connection On Demand 2022: Replay!  online angeboten.
Seit 2023 findet das Nippon Connection Filmfestival wieder ausschließlich in Präsenz statt. Beim Festival 2023 wurde ein neuer Ehrenpreis Nippon Rising Star Award eingeführt, der den Nippon Honor Award ablöst. 2023 wurde Festivalleiterin Marion Klomfaß für ihren Beitrag zur Förderung des kulturellen Austausches zwischen Japan und Deutschland mittels des Japanischen Films mit dem japanischen Orden der Aufgehenden Sonne, Goldene und Silberne Strahlen ausgezeichnet.
2024 wurde erstmals der Jurypreis Nippon Storytelling Award für das beste Drehbuch in der Sektion Nippon Visions vergeben.

## Bedeutung
Nippon Connection hat sich inzwischen zu einer bedeutenden Plattform für zeitgenössischen japanischen Film etabliert. Die meisten gezeigten Filme feiern hier ihre Premiere. Im Rahmen des Festivals wurden zahlreiche aufstrebende Regisseure entdeckt und in ihrem künstlerischen Werdegang unterstützt, darunter Nobuhiro Yamashita, Ryusuke Hamaguchi, Toshiaki Toyoda und Yuki Tanada. Ein zentrales Anliegen des Festivals ist es, den Dialog zwischen Publikum und Filmschaffenden zu intensivieren. Jahr für Jahr stellen viele Regisseure, Schauspieler und Produzenten ihre Werke persönlich in Frankfurt vor und stehen dem Publikum für Fragen zur Verfügung. Unter den Gästen, die bisher anwesend waren, befanden sich zahlreiche bedeutende Persönlichkeiten des japanischen Films, wie Koji Yakusho, Shinobu Terajima, Kaori Momoi, Kōji Wakamatsu, Shinya Tsukamoto, Kiyoshi Kurosawa, Akira Ogata, Minoru Kawasaki, Nobuhiro Yamashita, Toshiaki Toyoda, Sakura Ando, Masaharu Take und Isao Yukisada.
Das Festival legt laut Aussagen der Veranstalter auch großen Wert auf die akademische Auseinandersetzung mit dem japanischen Film. Es besteht eine enge Kooperation mit der Japanologie sowie dem Institut für Theater-, Film- und Medienwissenschaft an der Universität Frankfurt am Main. Experten des internationalen Japanfilms bieten dem Publikum in Vorträgen Einblicke in die Vielfalt des japanischen Filmschaffens.

## Preisträger
Nippon Connection Newcomer Award (2002)
- 2002 Blue Spring (Aoi haru) von Toshiaki Toyoda

Nippon Cinema Award (seit 2005)
- 2005 Turn Over – An Angel is Coming on a Bicycle (Tenshi wa jitensha ni notte) von Keiichi Nomura
- 2006 University of Laughs (Warai no daigaku) von Mamoru Hoshi
- 2007 La Maison de Himiko (Mezon do Himiko) von Isshin Inudō
- 2008 Fine, Totally Fine (Zenzen daijōbu) von Yōsuke Fujita
- 2009 Detroit Metal City von Toshio Lee
- 2010 Haruka und der Zauberspiegel (Hottarake no shima: Haruka to mahō no kagami) von Shinsuke Sato
- 2011 Arrietty – Die wundersame Welt der Borger (Karigurashi no Arietti) von Hiromasa Yonebayashi
- 2012 The Woodsman and the Rain (Kitsutsuki to ame) von Shuichi Okita
- 2013 Key of Life (Kagi dorobō no mesoddo) von Kenji Uchida
- 2014 Pecoross’ Mother and Her Days (Pekorosu no haha ni ai ni iku) von Azuma Morisaki
- 2015 Uzumasa Limelight von Ken Ochiai
- 2016 Ryuzo and the Seven Henchmen (Ryūzō to shichinin no kobuntachi) von Takeshi Kitano
- 2017 The Long Excuse (Nagai iiwake) von Miwa Nishikawa
- 2018 Oh Lucy! von Atsuko Hirayanagi
- 2019 Fly Me to the Saitama (Tonde Saitama) von Hideki Takeuchi
- 2021 his von Rikiya Imaizumi
- 2022 The Asadas (Asadake!) von Ryota Nakano
- 2023 Yudo von Masayuki Suzuki
- 2024 Let’s Go Karaoke! (Karaoke iko!) von Nobuhiro Yamashita
- 2025 A Samurai In Time (Samurai taimu surippa) von Junichi Yasuda

Nippon Digital Award (2010)
- 2010 Live Tape von Tetsuaki Matsue

Nippon Visions Award (2011–2013)
- 2011 Doman Seman (Horikawanakatachiuri) von Gō Shibata; Special Mention: Door to the Sea (Umi e no tobira) von Reiko Ohashi
- 2012 The Sound of Light (Hikari no oto) von Juichiro Yamasaki; Special Mention: Fukushima: Memories of a Lost Landscape (Soma kanka: dai ichi bu – ubawareta tochi no kioku) von Yojyu Matsubayashi
- 2013 A2-B-C von Thomas Ash

Nippon Visions Audience Award (seit 2014)
- 2014 Tale of a Butcher Shop (Aru seinikuten no hanashi) von Aya Hanabusa
- 2015-1287 von Thomas Ash
- 2016 Under the Cherry Tree (Sakura no ki no shita) von Kei Tanaka
- 2017 Start Line von Ayako Imamura
- 2018 Ramen Heads von Koki Shigeno
- 2019 Melancholic von Seiji Tanaka
- 2021 Beyond The Infinite Two Minutes (Droste no hate de bokura) von Junta Yamaguchi
- 2022 Just The Two Of Us (Futari no sekai) von Keita Fujimoto
- 2023 Hoarder On The Border (Danshari paradaisu) von Takayuki Kayano
- 2024 SEPTEMBER 1923 (Fukudamura jiken) von Tatsuya Mori
- 2025 Kaiju Guy! (Kaiju yaro!) von Junichiro Yagi

Nippon Visions Jury Award (seit 2014)
- 2014 Antonym (Rasen ginga) von Natsuka Kusano / Lobende Erwähnung: Friendship (Tomodachi) von Mikihiro Endo
- 2015 The Cockpit von Sho Miyake / Lobende Erwähnungen: Treasure Ship: Latitudes of Lust (Shikido shiju hatte: takarabune) von Koichiro Ikawa und Dual City von Yokna Hasegawa
- 2016 Dear Deer von Takeo Kikuchi / Lobende Erwähnungen: Under the Cherry Tree (Sakura no ki no shita) von Kei Tanaka und The Man Who Was Eaten (Taberareru otoko) von Keisuke Kondo.
- 2017 Poolsideman von Hirobumi Watanabe / Lobende Erwähnung: Going the Distance (Kazoku e) von Yujiro Harumoto
- 2018 Trace of Breath (Iki no ato) von Haruka Komori / Lobende Erwähnung: Of Love & Law von Hikaru Toda
- 2019 Sea (Kaibatsu) von Kensei Takahashi / Lobende Erwähnung: Blue Hour (Buru awa ni buttobasu) von Yuko Hakota
- 2021 Along The Sea (Umibe no kanojotachi) von Akio Fujimoto / Lobende Erwähnung: Beyond The Infinite Two Minutes (Droste no hate de bokura) von Junta Yamaguchi
- 2022 Unlock Your Heart (Hiraite) von Rin Shuto / Lobende Erwähnung: Let Me Hear It Barefoot von Riho Kudo
- 2023 Your Lovely Smile (Anata no hohoemi) von Kah Wai Lim / Lobende Erwähnung: Sayonara, Girls. von Shun Nakagawa
- 2024 LONESOME VACATION von Atsuro Shimoyashiro / Lobende Erwähnung: Visitors –Complete Edition– (Akuma ga harawata de ikenie de watashi) von Kenichi Ugana
- 2025 Yukiko a.k.a. von Naoya Kusaba

VGF Nippon in Motion Award (2012–2014)
- 2012 koi-man von Micaela Fonseca
- 2013 Nippon Invasion von Michael Herber & Liwen Shen
- 2014 Onigiri no origami (Bierfest) von Christine Mai & David Clausmeier

Nippon Honor Award (2015–2022)
- 2015 Tadanobu Asano
- 2016 Kiyoshi Kurosawa
- 2017 Koji Yakusho
- 2018 Shinobu Terajima
- 2019 Shinya Tsukamoto[40]
- 2022 Masatoshi Nagase

Nippon Docs Award (seit 2019)
- 2019 Sending Off (Omiokuri 〜Sending Off〜) von Thomas Ash
- 2021 Ushiku von Thomas Ash
- 2022 Tokyo Kurds von Fumiari Hyuga
- 2023 My Anniversaries (Ore no kinenbi) von Sungwoong Kim
- 2024 The Making Of A Japanese von Ema Ryan Yamazaki
- 2025 Being Kazue ("Kazueteki") von Hiroko Kumagai

Nippon Online Award (2020)
- 2020 An Ant Strikes Back (Ari jigoku tengoku) von Tokachi Tsuchiya

Nippon Rising Star Award (seit 2023)
- 2023 Toko Miura
- 2024 Kotone Furukawa
- 2025 Kosuke Hayashi

Nippon Storytelling Award (seit 2024)
- 2024 Junichi Inoue für HIJACKED YOUTH – DARE TO STOP US 2 (Seishun jakku – Tomerareruka, oretachi o 2)
- 2025 Suzuyuki Kaneko für Missing Child Videotape

## Jurymitglieder
- 2010 Bernd Brehmer, Roland Domenig, Jasper Sharp
- 2011 Maggie Lee, Tom Mes, Rüdiger Suchsland
- 2012 Chris Magee, Andreas Platthaus, Yonghi Yang
- 2013 Keiko Araki, Tetsuaki Matsue, Ken Okubo
- 2014 Alex Oost, Mark Schilling, Alexander Zahlten
- 2015 Kazuyoshi Kumakiri, Ryuichi Hiroki, Tokitoshi Shiota
- 2016 Gunter Deller, Yuka Kimbara, Shozo Ichiyama
- 2017 Bastian Meiresonne, Yuka Sakano, Nobuhiro Yamashita
- 2018 Hiromi Aihara, Daniel Otto, Isao Yukisada
- 2019 Eric Nyari, Tetsuya Shibutani, Katja Wiederspahn
- 2021 Thomas Ash, Ellen Harrington, Toshiyuki Hasegawa
- 2022 Gaby Babić, Erina Ito, Adam Torel
- 2023 Claudia Bertolé, Daishi Matsunaga, Karen Severns
- 2024 Kristina Aschenbrennerova, Daniel Kothenschulte, Naoko Ogigami
- 2025 Panos Kotzathanasis, Natsuki Seta, Thomas Waldner

## Retrospektiven
Seit 2003 findet in Zusammenarbeit mit dem DFF – Deutsches Filminstitut & Filmmuseum die Reihe Nippon Retro statt, bei der zu einem ausgewählten Thema oder Regisseur Filme im DFF ausgestrahlt werden.
- 2003 Shuji Terayama
- 2004 Anime Classics – Frühe japanische Animationsfilme (1924–1944)
- 2005 Seijun Suzuki
- 2006 Exploding Japan – Subversives Genrekino der 60er und 70er Jahre
- 2007 Shooting the Sun – Japanischer Experimentalfilm von 1960 bis heute
- 2008 Wizards of Japanese Independent Animation: 1960s – Today
- 2009 Sexploitation and Experimentation: The Many Shades of Pink Film.
- 2010 Best of Nippon Connection 2000–2009
- 2011 Sion Sono
- 2012 Visual Resistance: Protest-Kultur im japanischen Dokumentarfilm
- 2013 Eccentric and Explosive – The Cinema of Sōgo Ishii
- 2014 Kō Nakahira – The Wild Child of the Sixties
- 2015 Luminous and Vibrant – The Cinema of Shinji Sōmai
- 2016 Ghosts and Demons – Scary Tales from Japan
- 2017 Ecstasy & Desire – In the Realm of Roman Porno
- 2018 Elegance & Bloodshed – Japanese Sword Fighting Films from the 1960s
- 2019 Ayako Wakao – Magnificent Icon Of Japanese Cinema
- 2020 Tokyo Stories: Lives And Shapes Of A City
- 2021 Kinuyo Tanaka – Shining Star On Both Sides Of The Camera
- 2022 Stories Of Youth – Coming Of Age In Japan
- 2023 Keisuke Kinoshita
- 2024 Nippon Noir
- 2025 Turning Point – Japanese Cinema of the 90s

## Themenschwerpunkte
Seit 2019 gibt es einen thematischen Schwerpunkt über mehrere Sektionen des Filmprogramms hinweg. Dieser wird gefördert vom Kulturfonds Frankfurt RheinMain.
- 2019 Outlaws und Außenseiter – Filmische Einblicke in die Randzonen der japanischen Gesellschaft
- 2020 Female Futures? – Neue Frauenbilder in Japan
- 2021 Family Matters – Die japanische Familie zwischen Tradition und Moderne
- 2022 Stories Of Youth – Coming Of Age In Japan
- 2023 Cityscapes and Countryside
- 2024 Crossing Borders
- 2025 Obsessions – From Passion To Madness

## Design
Seit dem ersten Festival im Jahr 2000 ist das Corporate Design ein Markenzeichen des Festivals. Die Poster in zartem Rosa bis zu leuchtendem Pink wurden mit deutschen Kreativ- und Design-Preisen ausgezeichnet.

## Musik
Neben dem Programm arbeitet das Festivalteam an zahlreichen weiteren Projekten. Beispielsweise entstand die Idee zu einer eigenen Musik-CD. Die Festivalorganisatoren brachten aus Tokio verschiedene Sounds der Tokioter U-Bahn mit und gaben sie an deutsche Musikern weiter, die sich von diesen Klängen zu einem imaginären Soundtrack der japanischen Mega-City inspirieren ließen. Das Ergebnis aus diesem Musikprojekt erschien 2003 beim Label Ckp unter dem Titel Nippon Connection – The Tokyo Metro Soundtrack. Im April 2005 erschien beim Label das modular die zweite CD Nippon Connection Exchanging Tracks. Zwei traditionelle japanische Musikstücke wurden 28 Remixern aus Europa und den USA zur Verfügung gestellt. Diese ließen sich von der Atmosphäre der Stücke und den Samples inspirieren und komponierten ihre persönlichen Soundtracks. Unter dem Projekttitel Exchanging Tracks gab das Festivalteam die Musikstücke der beiden CDs wiederum japanischen Regisseuren, die dazu Kurzfilme drehten.

## Organisation
Die Organisation erfolgt überwiegend in ehrenamtlicher Arbeit von einem gemeinnützigen Verein. Das Organisationsteam besteht aus mittlerweile rund 70 Personen. Während des Festivals wird das Team von über 100 freiwilligen Helfern unterstützt. Das Festivalbudget setzt sich aus den Einnahmen des Festivals sowie verschiedenen Förder- und Sponsorengeldern zusammen. Von 2013 bis 2020 konnte man das Festival privat über die Crowdfunding-Plattform Startnext unterstützen. Seit 2021 kann man auf der Plattform betterplace.org für das Festival spenden. Nippon Connection ist Mitglied im Verbund hessischer Filmfestivals.
Schirmherren des Festivals waren 2025 Timon Gremmels, Hessischer Staatsminister für Wissenschaft und Forschung, Kunst und Kultur, Mike Josef, Oberbürgermeister der Stadt Frankfurt am Main, und das japanische Generalkonsulat in Frankfurt am Main.